# Брюховецький Яків Михайлович
Брюховецький Яків Михайлович (6 жовтня 1931, Головківка, Чигиринський район, Черкаська область — 2006) — український гончар, діяч культури, Заслужений майстер народної творчості України.
З дитинства допомагав батькові працювати з гончарним кругом, підробляв за наймом у багатьох майстрів. Після служби в армії працював на шахтах Донбасу, в місцевому колгоспі села Головківки, на різних роботах, свинарем, техніком штучного осіменіння, бригадиром.

Могила Брюховецького Я. М.

З 1990 працював в Чигиринському державному, а з 1995 року — Національному історико-культурному заповіднику «Чигирин» у відділі відродження народних промислів. Повернув до життя знамениту головківську кераміку, знану в Україні та за її межами.
Учасник багатьох обласних та всеукраїнських виставок декоративно-прикладного мистецтва.
Член Національної спілки майстрів народного мистецтва України.
Лауреат премії імені Данила Щербаківського.
Переможець конкурсу гончарів, що проходив у 2000 році в рамках Міжнародного фестивалю мистецтв «Слов'янський базар» у місті Вітебськ (Білорусь).
Нагороджений медаллю «За трудову відзнаку».
Заслужений майстер народної творчості України (2001).
Похований на Новому цвинтарі в рідному селі Головківка.